# Jehu Chesson
Jehu Femi Chesson II (Monrovia, 29 dicembre 1993) è un giocatore di football americano statunitense che milita nel ruolo di wide receiver per i Washington Redskins della National Football League (NFL).

## Carriera

### Kansas City Chiefs
Al college Chesson giocò a football coi Michigan Wolverines. Fu scelto nel corso del quarto giro (139º assoluto) del Draft NFL 2017 dai Kansas City Chiefs. Debuttò come professionista subentrando il 7 settembre nel primo turno contro i New England Patriots senza fare registrare alcuna ricezione.

### Washington Redskins
Nel 2019 Chesson firmò con i Washington Redskins.